# Lode Runner
Lode Runner — компьютерная игра в жанре аркадной головоломки, изданная в 1983 году.

## Игровой процесс
В оригинальной версии игра состоит из 150 уровней, где игрок управляет маленьким человечком, передвигающимся в четырёх направлениях без возможности прыгать. Находясь на поверхности или перекладине человечек передвигается влево и вправо, по лестнице — вверх и вниз. Задача игрока состоит в сборе нескольких одинаковых предметов, расположенных в разных частях уровня. Когда все предметы будут собраны, вверху уровня появляется лестница, по которой игрок переходит на следующий уровень.
У персонажа есть враги, двигающиеся в его направлении. При соприкосновении с врагом происходит проигрыш и уровень начинается заново. В случае исчерпания количества попыток игра заканчивается. Соприкосновение не учитывается когда персонаж проходит по обездвиженному в ловушке врагу, а также когда он падает на них сверху.
Персонаж может рыть ямки слева и справа от себя в определённых участках пола. Рытьё ямок необходимо для падения персонажа сквозь пол (если пол однослойный) и для создания ловушек, в которые попадаются враги. Ямка появляется на несколько секунд, после чего исчезает. Если враг попал в ямку вскоре после её образования, то через некоторое время он выбирается из неё и продолжает движение. Если враг попадает в ямку незадолго до её исчезновения, то он исчезает вместе с ней и появляется снова в верхней части экрана.
Отличительной особенностью игры является наличие в ней редактора, позволяющего игроку создавать дополнительные уровни.

## Сиквелы
В 1994 году компания Sierra Entertainment выпустила игру «Lode Runner: The Legend Returns», для систем DOS и Windows (PC). Игра приобрела массу положительных качеств: отличная анимация, сочная цветовая палитра, оригинальные декорации, возможность играть вдвоём, и применение дополнительных ловушек, кроме стандартной «землеройки» (липкая смола, виселица и т. д.)
Продолжение игры — Lode Runner 2, Lode Runner 3, Lode Runner 3-D и другие.

## Ремейки

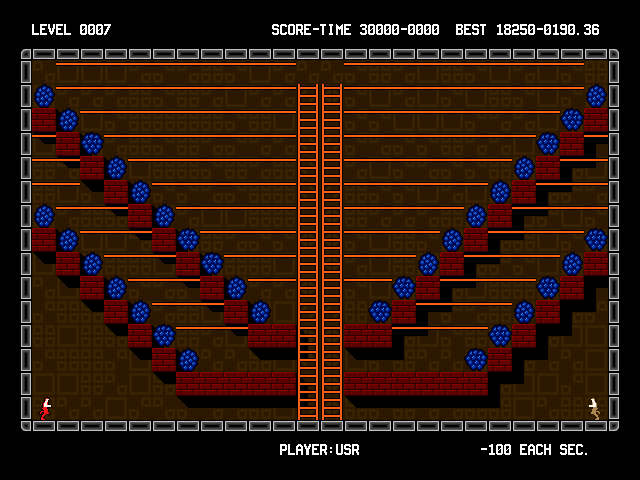
SDL Scavenger для Linux и Windows

Игра была выпущена и для приставки NES (Денди), в ней было 50 уровней, каждый из которых занимал два экрана в горизонтальном направлении. Как и множество игр для NES раннего периода, Lode Runner не имеет конца, после завершения 50-го уровня снова начинается 1-й. Графика в целом более детализированная чем в оригинале. В игре присутствует редактор уровней, позволяющий изготавливать уровни самостоятельно, правда, ограниченные одним экраном. В качестве противников в игре выступают роботы, выглядящие как Бомбермен (герой серии собственных игр компании Hudson Soft, выполнившей портирование Lode Runner на NES). Это не просто совпадение, по сюжету самого Бомбермена в его финальной заставке показано, как он превращается из робота в Золотоискателя, оставляя связь между двумя играми на додумку игрока.
На советских бытовых компьютерах существовало множество клонов игры, например Зоопарк для ПК «Специалист», Замок Гоблинов для «Электроника МС 0511», Йети для «Вектор-06Ц», Runner для «Корвет».

## Отзывы
| Сводный рейтинг | Сводный рейтинг |
| Агрегатор       | Оценка          |
| --------------- | --------------- |
| GameRankings    | 77,70 %         |